# Кессел (Північний Брабант)
Кессел (нід. Kessel) — село в нідерландській провінції Північний Брабант. Входить до муніципалітету Осс.
Його площа становить 0,58 км², а населення станом на 2021 рік складало 720 осіб.
Перша згадка про населений пункт датується 997 роком.
До 1821 року мало статус окремого муніципалітету.

## Галерея

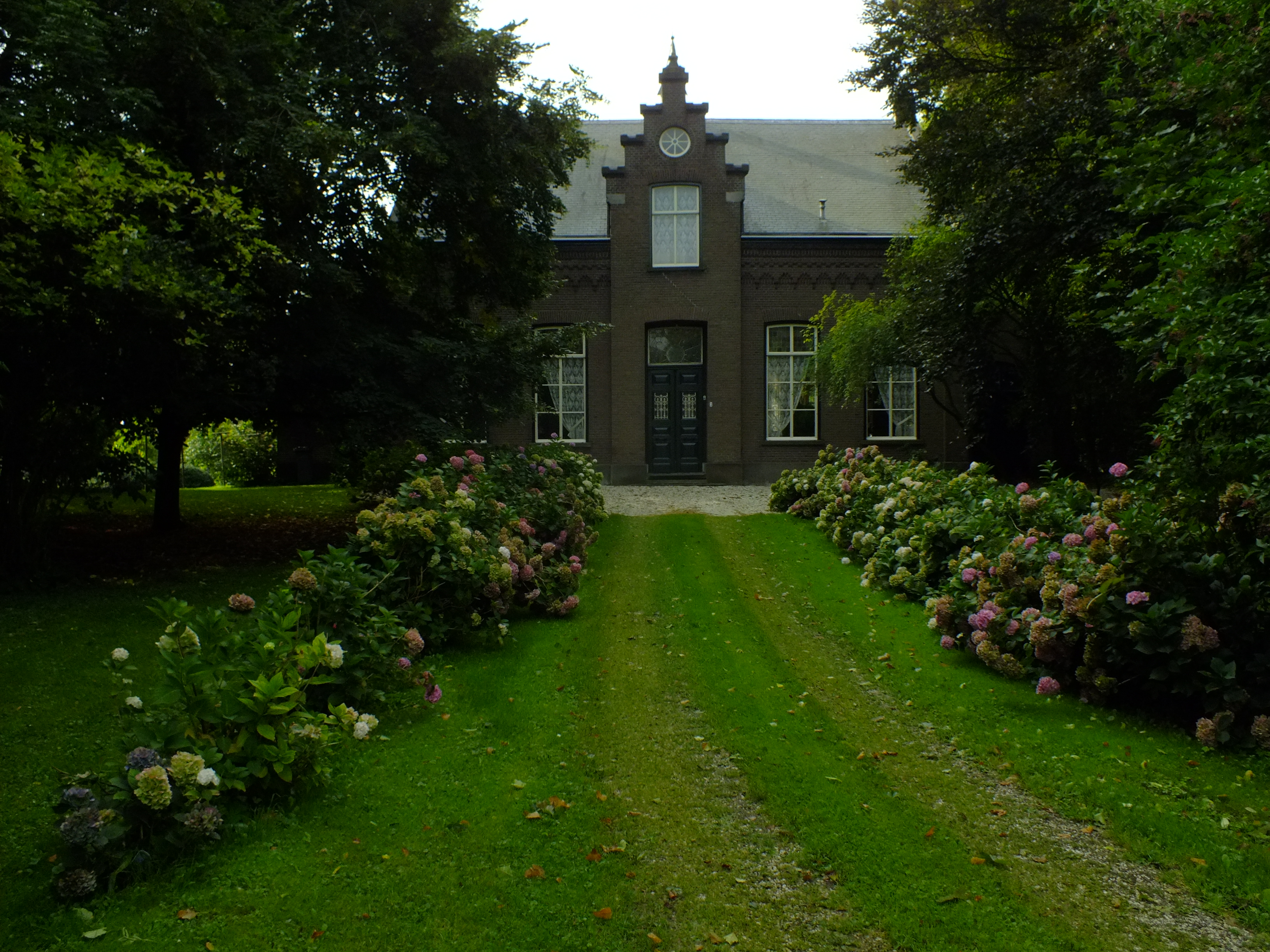
Будинок почту
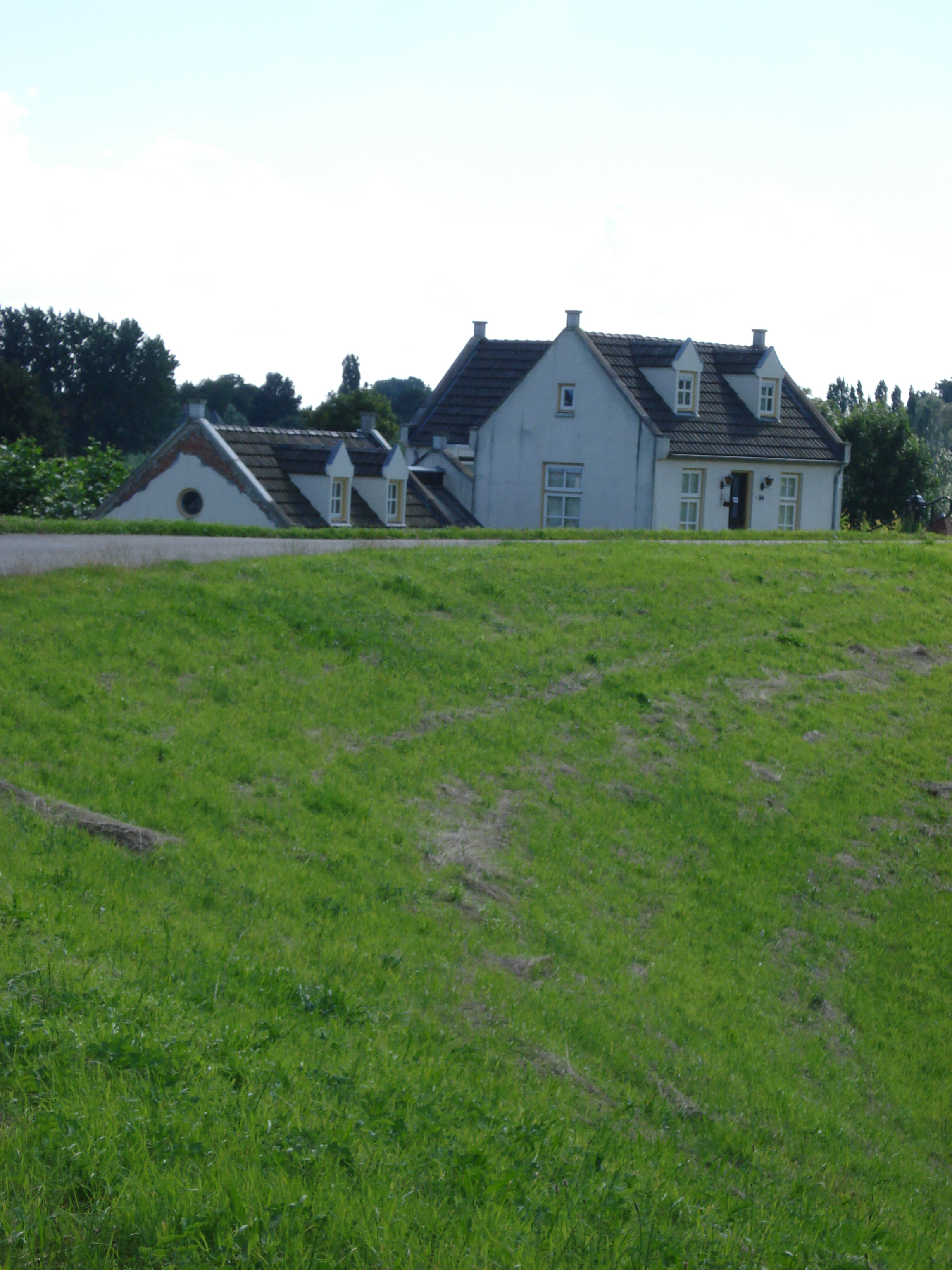
Сільські будинки